# San Mateo Nejápam
San Mateo Nejápam es una localidad del estado mexicano de Oaxaca. Es cabecera del municipio de San Mateo Nejápam.

## Demografía
| Censo | Población |
| ----- | --------- |
| 1900  | 600       |
| 1910  | 685       |
| 1921  | 588       |
| 1930  | 634       |
| 1940  | 575       |
| 1950  | 664       |
| 1960  | 738       |
| 1970  | 860       |
| 1980  | 514       |
| 1990  | 1065      |
| 1995  | 1068      |
| 2000  | 843       |
| 2005  | 846       |
| 2010  | 1009      |
| 2020  | 1095      |